# Кевин Пантер
Кевин Завијер Пантер Млађи (енгл. Kevin Xavier Punter Jr.; Бронкс, 25. јун 1993) амерички је кошаркаш који поседује и српско држављанство. Игра на позицији бека, а тренутно наступа за Барселону.

## Каријера

### Колеџ
Пантер је од 2014. до 2016. године играо за Тенеси волонтирсе, кошаркашки тим Универзитета Тенесија у Ноксвилу. У дресу Волонтирса уписао је 58 наступа, а просечно је по утакмици постизао 15,6 поена, хватао 2,7 скокова, прослеђивао 2,6 асистенција и имао 1,5 украдену лопту. У сезони 2015/16. изабран је за члана друге поставе идеалног тима SEC конференције.

### Европа
Пантер није изабран на НБА драфту 2016. године. Први професионални уговор јпотписао је у јулу 2016. са грчким прволигашем Лавријом. У дресу грчког клуба бележио је 13 поена просечно по мечу, да би 27. марта 2017. прешао у белгијске Антверп џајантсе до краја сезоне.
У јулу 2017. потписао је уговор са пољским клубом Роса Радом. У дресу овог клуба бележио је просечно 20 поена у ФИБА Лиги шампиона, али је 10. фебруара 2018. променио средину и потписао уговор до краја сезоне са АЕК-ом из Атине. У дресу атинског клуба је освојио прво Куп Грчке, а потом и ФИБА Лигу шампиона где је у финалној утакмици против Монака постигао 16 поена.
У јулу 2018. потписао је једногодишњи уговор са Виртусом из Болоње. Са италијанским клубом је освојио ФИБА Лигу шампиона, што му је други трофеј у овом такмичењу. Том успеху је значајно допринео забележивши 21 поен и осам скокова у полуфиналу против Бамберга, као и 26 поена и седам скокова у финалу против Тенерифеа. Добио је награду за најкориснијег играча фајнал-фора Лиге шампиона, а уврштен је и у најбољу петорку овог такмичења.
У јуну 2019. потписао је двогодишњи уговор са Олимпијакосом. Међутим, већ 24. децембра исте године грчки клуб га је отпустио. Три дана касније Црвена звезда је са Пантером озваничила уговор о сарадњи до краја сезоне. Пантер је дошао у Звезду на позив тренера Драгана Шакоте са којим је претходно сарађивао у грчком АЕК-у. У сезони 2019/20, која је прекинута у марту 2020. због пандемије Ковида 19, Пантер је за Црвену звезду наступио на 12 евролигашких утакмица на којима је просечно бележио 15,9 поена. Током боравка у Црвеној звезди добио је и српско држављанство.
У јуну 2020. потписао је једногодишњи уговор са Олимпијом из Милана. Са екипом тренера Еторе Месине освојио је Куп и Суперкуп Италије док је клуб у финалу италијанске Серије А поражен од Виртуса из Болоње. Екипа из Милана је у сезони 2020/21. изборила пласман на фајнал фор Евролиге, а Пантер је на 36 мечева Евролиге просечно бележио 14,3 поена и био је најбољи стрелац италијанског тима.
Почетком јула 2021. потписао је двогодишњи уговор са Партизаном. Током сезоне 2022/23, Партизан је елиминисан од Реал Мадрида у четвртфиналу Евролиге. Пантер је током сезоне у Евролиги просечно бележио 16,1 поен, 2,5 асистенције и 2,1 скок по утакмици. Сезону је завршио подизањем шампионског трофеја Јадранске лиге, после победе од 3:2 у финалу над Црвеном звездом, а он је проглашен најкориснијим играчем финалне серије АБА лиге. На крају сезоне потписао је нови двогодишњи уговор са Партизаном.

## Успеси

### Клупски
- АЕК Атина:
  - ФИБА Лига шампиона (1): 2017/18.
  - Куп Грчке (1): 2017/18.
- Виртус Болоња:
  - ФИБА Лига шампиона (1): 2018/19.
- Олимпија Милано:
  - Куп Италије (1): 2021.
  - Суперкуп Италије (1): 2020.
- Партизан:
  - Јадранска лига (1): 2022/23.

### Појединачни
- Идеални тим Евролиге — друга постава (1): 2022/23.
- Идеални тим Еврокупа — друга постава (1): 2021/22.
- Најкориснији играч фајнал фора ФИБА Лиге шампиона (1): 2018/19.
- Идеални тим ФИБА Лиге шампиона — прва постава (1): 2018/19.
- Најкориснији играч плеј-офа Јадранске лиге (1): 2022/23.
- Идеална стартна петорка Јадранске лиге (2): 2021/22, 2022/23.

## Приватни живот
Брат Кевина Пантера, Кифер, тренутно наступа за Промо из Доњег Вакуфа у Лиги Босне и Херцеговине.